# Lyons-la-Forêt
Lyons-la-Forêt là một xã trong vùng hành chính Normandie, thuộc tỉnh Eure, quận Andelys, tổng Lyons-la-Forêt. Tọa độ địa lý của xã là 49° 24' vĩ độ bắc, 01° 28' kinh độ đông. Lyons-la-Forêt nằm trên độ cao trung bình là 163 mét trên mực nước biển, có điểm thấp nhất là 67 mét và điểm cao nhất là 178 mét. Xã có diện tích 26,99 km², dân số vào thời điểm 1999 là 795 người; mật độ dân số là 29 người/km².

## Thông tin nhân khẩu
| 1926 | 1931 | 1936 | 1946 | 1954 | 1962 | 1968 | 1975 | 1982 | 1990 | 1999 |
| ---- | ---- | ---- | ---- | ---- | ---- | ---- | ---- | ---- | ---- | ---- |
| 856  | 818  | 792  | 878  | 781  | 749  | 880  | 772  | 734  | 701  | 795  |